# ناروتو شيبودن: أجيال عاصفة النينجا النهائي
ناروتو شيبودن: أجيال عاصفة النينجا النهائي (بالإنجليزية: Naruto Shippuden: Ultimate Ninja Storm Generations)‏ أو في اليابان ناروتو شيبودن: أجيال عاصفة ناروتيميت (NARUTO－ナルト－疾風伝 ナルティメットストーム ジェネレーション) هي الإصدار الثالث من سلسلة ناروتو: عاصفة النينجا النهائي، وهي لعبة فيديو قتالية طورتها سيبر كونيكت 2 ونشرتها بانداي نامكو إنترتينمنت. اللعبة مقتبسة من سلسلة المانغا الشهيرة ناروتو للمؤلف ماساشي كيشيموتو. ظهرت أول مرة في يونيو 2011، وقد أُصدرت في اليابان و‌كوريا الجنوبية وبقية آسيا في فبراير 2012 على منصتي بلاي ستيشن 3 و‌إكس بوكس 360 في حين أُصدرت في 13 مارس في أمريكا الشمالية وفي 29 مارس في أستراليا وفي 30 مارس في أوروبا.
تتميز هذه اللعبة بالشخصيات من اللعبتين السابقتين ناروتو: عاصفة النينجا النهائي و‌ناروتو شيبودن: عاصفة النينجا النهائي 2، وبالتالي تحتوي على أشكال الشخصيات من اللعبتين والتي تغيرت على مر السلسلة بشكل ملحوظ، بالإضافة إلى الجديدة حينئذٍ. تعدل نظام اللعب من سابقتيها لمعارك أسرع في حين أن التفاعل بين اللاعبين قد تحسن عبر سلسلة بطاقات تجميعية تسمح لهم بالتنافس بين بعضهم البعض للحصول على محتوى جديد. بالإضافة إلى ذلك، تُظهر اللعبة خطوط القصة الأصلية التي أنتجتها المجموعة المسؤولة عن أعمال الأنمي المقتبسة من ناروتو، وهي إستديو بيرو. تلقت اللعبة تقييمات جيدة من نشرات ألعاب الفيديو وبِيع منها أكثر من مليون نسخة حتى يوليو 2012.

## نظام اللعب
بينما تحمل اللعبة عدة عناصر شوهدت في الإصدارات السابقة، كلعب نمط القصة والبطولات على الإنترنت، تشهد اللعبة عدة ميزات جديدة وتغيرات وبها 72 شخصية رئيسية و15 شخصية مساندة. تعدَّل نظام المعركة للعب أسرع. تبطق الآن اللعبة مقياس حالة جديد يحدد عدد التقنيات المطلوبة لتجنب تحركات الخصم. إحدى الإضافات الجديدة للعبة هي «نمط التوحش» - ويعرف باسم «نمط الصحوة» - والذي تتحول به شخصية إلى وحش بهجمات أقوى في حال إن كانوا على شفا الهزيمة. على سبيل المثال، شخصية ناروتو أوزوماكي من الجزء الثاني تتحول إلى نمط طاقة الوحش المذيل والتي تحسن قدراته، في حين أن ساسوكي أوتشيها من الجزء الثاني يستدعي السوسانو - محارب أثيري ضخم يساعده في القتال. وكذلك اللاعبون قادرون على استخدام بطاقات تجميعية حقيقية لإتاحة محتوى جديد وجني مميزات في المعارك.
يحكي نمط القصة الجزئين الأول والثاني من السلسلة على الترتيت، ويتميز بالأشكال الصغيرة والشابة من شخصيات السلسلة. أُزيلت عناصر لعبة تقمص أدوار من نمط قصة ناروتو شيبودن: عاصفة النينجا النهائي 2 لصالح المعارك المتعاقبة، مما قلل الوقت المقضي أثناء النمط. مع أن اللعبة تركز أساسًا على مغامرات ناروتو أوزوماكي المقتبسة من السلسلة، إلا أنها تتميز بقصص جانبية جديدة أبطالها شخصيات مساندة أخرى إذ أنها توسع قصصها. اِستُخدِمت مشاهد محركة جديدة لنمط القصة، وتتضمن اللعبة ظهور الكاغي الجدد - أقوى النينجا من سلسلة ناروتو - المقدمين في الجزء الثاني، وكذلك فريق كاكاشي هاتاكي أثناء طفولته. توجد أيضًا شخصيتان مساندتان تعاون الشخصيات اللاعبة مثل فو وتورني واللذان كونا فريقًا مع دانزو شيمورا.

## التطوير
أعلنت نامكو بانداي جيمز عن اللعبة في أواخر يونيو من عام 2011 في مجلة المانغا شونن جمب الأسبوعية، ووعدت بعودة شخصيات الجزء الأول، أبرزها زابوزا موموشي و‌هاكو بسبب شعبيتهما عند المعجبين. بإضافة هذه الشخصيات، علق فريق عمل أن اللعبة ستمتلك مدى واسع متنوع من المعارك أكثر من سابقتها. وأثبتت إضافة نسخ الجزء الأول من الشخصيات صعوبتها لأنها تطلبت ملائمة فريق التمثيل من لعبة العاصفة 2. كانت شخصية كيبا إنوزوكا هي الأصعب في تصميم شخصيات الجزء الأول لأن أكامارو كان يتحرك بغض النظر عن تحركات كيبا. تعدل نظام اللعب الأساسي أثناء نوفمبر 2011 لتحقيق اتزان أكبر في المعارك. واِفتُتح موقع اللعبة الرسمي عقب ذلك بوقت قصير. علق المنتج يوسوكي ساساكي أن فريق العمل أراد إعطاء نظام القتال تركيزًا أكبر من اللذي حصلت عليها سابقتيها. واِستُخدم لفظ «أجيال»، والذي يشير إلى «معركة النينجا النهائية العابرة للأجيال».
طبقًا لهيروشي ماتسوياما رئيس سيبر كونيكت 2، تهدف اللعبة لتحقيق أماني اللاعبين واهتماماتهم المتعلقة بالسلسلة. علق ماتسوياما كذلك على نمط القصة وقال أنه مختلف عن لعبة العاصفة 2، وهدف الجزء الثاني هو أن يكون له تأثير مختلف على اللاعبين. أُزيلت معارك الزعماء لجعل اللعبة تبدو أكثر كلعبة قتال. ساعد إستديو بيرو - منتج أنمي ناروتو وناروتو شيبودن - سيبر كونيكت 2 في جعل خطوط القصة الجديدة متميزة في اللعبة، مما نتج عنه 60 دقيقة جديدة من التحريك المُنشَئ. مع أنه في وقت صدور اللعبة، بدأ باب جديد من القصة في المانغا، قرر فريق العمل ألا يندرج في اللعبة لتفادي صنع نهاية ليست جزءًا من السلسلة. بدلاً من ذلك تمنوا إدراج قصص فرعية ستساعد في تطور أحداث معينة من ناروتو.

### الترويج والإصدار

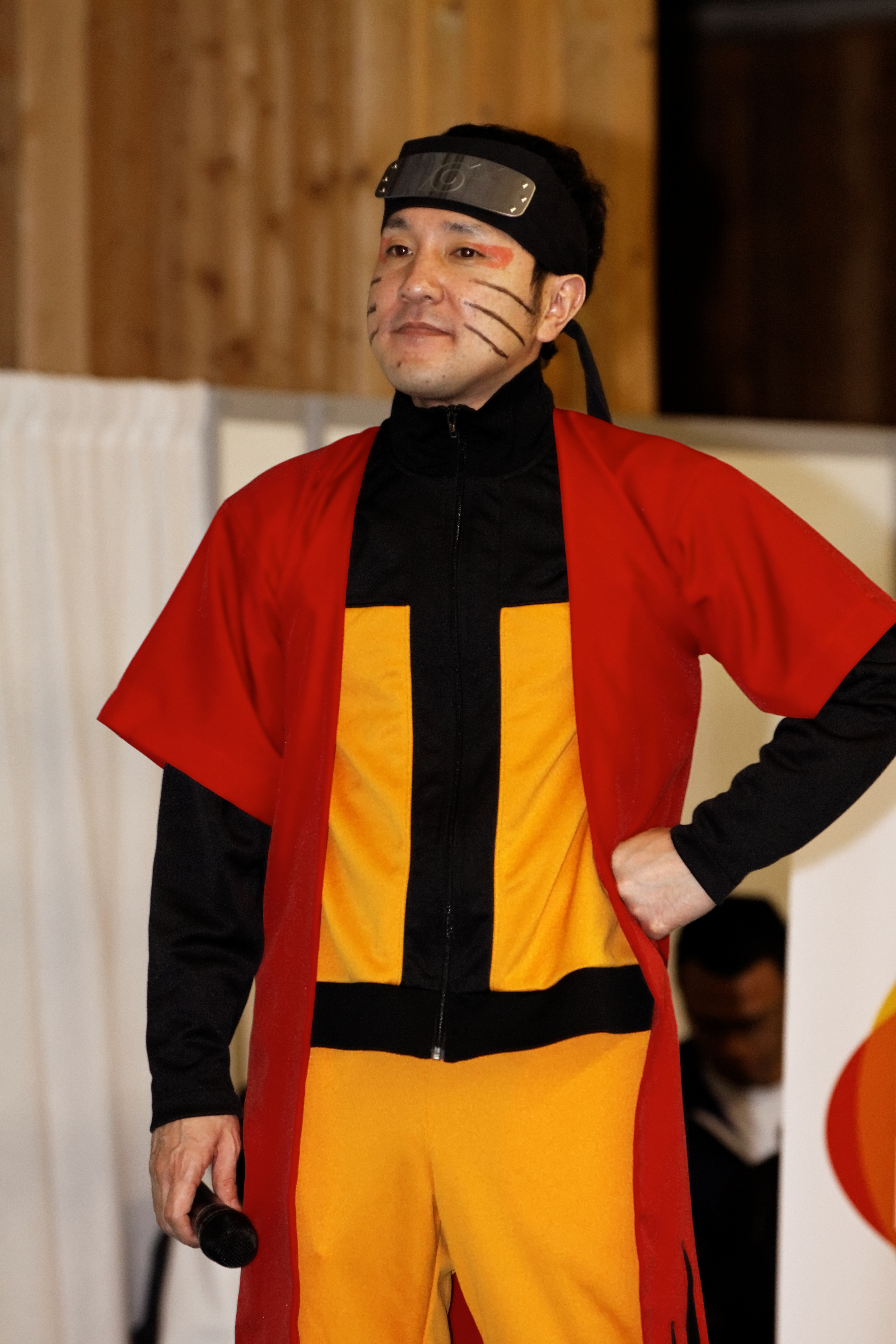
لأجل ترويج اللعبة، تنكر هيروشي ماتسوياما بشكل ناروتو أوزوماكي لماراثون.

في نوفمبر 2011، أعلنت نامكو بانداي أن اللعبة ستصدر في اليابان في 23 فبراير 2012. تضمنت الطلبات المسبقة قرص بالموسيقى التصويرية للعبة والإصدارين السابقين - عاصفة النينجا النهائي وعاصفة النينجا النهائي 2 - بعنوان أفضل صوت لعاصفة النينجا النهائي (ナルティメットストームBestSound) ولحنها تشيكايو فوكودا. بالإضافة إلى ذلك، أثناء التواريخ الآتي ذكرها، أعلنت نامكو بانداي عن اللعبة في أمريكا الشمالية في 13 مارس 2012 وأوروبا في 30 مارس من نفس العام. إلى جانب اللعبة الاعتيادية، أصدرت نامكو بانداي أوروبا أيضًا «نسخة بطاقات» محدودة تأتي مع مجموعة مبتدئين من لعبة بطاقات ناروتو التجميعية ورسالة من ماساشي كيشيموتو. كالنسخة اليابانية، تتضمن النسخة الأوروبية قرص موسيقى تصويرية يروج «أغنية الراب المنفردة الرسمية الأولى لكيلر بي». إلى جانب الإعلانات التي تركز على نظام اللعبة، توجد عدة إعلانات قد ركزت على شخصيات إذ أظهرت أدوارها في نمط القصة. بالإضافة إلى ذلك، في فبراير 2012 أصدرت نامكو بانداي إعلانًا يركز على مقطع موسيقي لكيلر بي. طلبت أيضًا نامكو بانداي من المعجبين إرسال ردود مصورة وهم يغنون بجانب المقطع المصور.
أُصدرت نسخة تجريبية مجانية من اللعبة على خدمة بلاي ستيشن نيتورك اليابانية في 24 يناير 2012. أتى هذا الإعلان من شونن جمب الأسبوعية أيضًا بإدراج شخصيات لاعبة أكثر منها غارا وكانكرو وتيماري بأشكالها من الجزئين الأول والثاني، بالإضافة إلى الجدة تشيو. أُصدرت نسخة تجريبية لخدمة بلاي ستيشن نيتورك الإنجليزية و‌إكس بوكس لايف في 29 فبراير 2012.
في 18 مارس 2012، عقدت نامكو بانداي مؤتمر «احتفال نامكو بانداي غيمز بناروتو شيبودن: أجيال عاصفة النينجا النهائي» بناءً على إصدار اللعبة في واندركون 2012. حضر هيروشي ماتسوياما المؤتمر وأجاب على أسئلة المعجبين. شارك ماتسوياما أيضًا في ماراثون باريس وهو متنكر بشكل ناروتو للاحتفال بإصدار لعبة الفيديو الجديدة.

## الاستقبال
| استقبال |                                             |
| --- | ------------------------------------------- |
| مجموع النقاط المجموع نقاط ميتاكريتيك (إكس بوكس 360) 74/100 [ 33 ] (بلاي ستيشن 3) 74/100 [ 34 ] نتائج المراجعة نشرة نقاط دستركتويد 6.5/10 [ 35 ] إلكترونك غيمينغ مونثلي 7.5/10 [ 36 ] فاميتسو 36/40 [ 37 ] غيم إنفورمر 7.25/10 [ 38 ] غيم ريفولوشن [ 39 ] غيم سبوت 7/10 [ 40 ] آي جي إن 8.5/10 [ 41 ] مجلة إكس بوكس الرسمية (المملكة المتحدة) 6/10 [ 42 ] مجلة إكس بوكس الرسمية (الولايات المتحدة) 6.5/10 [ 43 ] بي.إس.إم. 6/10 [ 44 ] ديجيتال فيكس 7/10 [ 45 ] |                                             |
| مجموع النقاط |                                             |
| المجموع | نقاط                                        |
| ميتاكريتيك | (إكس بوكس 360) 74/100 (بلاي ستيشن 3) 74/100 |
| نتائج المراجعة |                                             |
| نشرة | نقاط                                        |
| دستركتويد | 6.5/10                                      |
| إلكترونك غيمينغ مونثلي | 7.5/10                                      |
| فاميتسو | 36/40                                       |
| غيم إنفورمر | 7.25/10                                     |
| غيم ريفولوشن | [ 39 ]                                      |
| غيم سبوت | 7/10                                        |
| آي جي إن | 8.5/10                                      |
| مجلة إكس بوكس الرسمية (المملكة المتحدة) | 6/10                                        |
| مجلة إكس بوكس الرسمية (الولايات المتحدة) | 6.5/10                                      |
| بي.إس.إم. | 6/10                                        |
| ديجيتال فيكس | 7/10                                        |

أثناء الأسبوع الأول من الإصدار في اليابان، باعت نسخة البلاي ستيشن 3 من اللعبة 65,758 نسخة، مما جعلها ثالث أكثر لعبة مبيعًا أثناء رسم مبيعاتها الأسبوعي. حتى يوليو 2012، أكثر من مليون نسخة قد بِيعت حول العالم منها 420,000 نسخة في أمريكا الشمالية و420,000 نسخة في أوروبا و160,000 نسخة في آسيا.
تراوحت المراجعات من الإيجابي إلى المتوسط. اللعبة في ميتاكريتيك قد أحرزت 74 نقطة من أصل 100 لكلتا المنصتين. وقد حصدت 36 نقطة من أصل 40 من المجلة اليابانية فاميتسو استنادًا إلى أربعة مراجعين، والذين قد منحوها جميعًا 9 نقاط. وقد راجعها موقع آي جي إن ومنحها تقييمًا جيدًا والذي أثنى على تطوير السلسلة الفرعية عاصفة النينجا النهائي، معلقًا على التحسينات في طريقة اللعب وخطوط الأحداث الجديدة التي حسنت من حبكة السلسلة.

## وصلات خارجية
- الموقع الرسمي الياباني (باليابانية)
- موقع أمريكا الشمالية الرسمي (بالإنجليزية)